# NGC 3203
NGC 3203 é uma galáxia espiral (S0-a) localizada na direcção da constelação de Hydra. Possui uma declinação de -26° 41' 56" e uma ascensão recta de 10 horas, 19 minutos e 33,6 segundos.
A galáxia NGC 3203 foi descoberta em 24 de Março de 1835 por John Herschel.